# Ейб Гольцман
Абрахам (Ейбрахам, Ейб) Гольцман (19 серпня 1874 — 16 січня 1939) — американський композитор, автор концертних маршів, серед яких найвідомішим є концертний марш «Blaze Away!» (Хай (колишні біди) згорять вщент!).

## Життя і кар'єра
Абрахам Гольцман народився в Нью-Йорку 19 серпня 1874 року. Його батьками були Якоб Гольцман, єврейський іммігрант родом з Угорщини, і Ізабелла Гольцман, уродженка Луїзіани.
Молодий Ейб вивчав музику в Німеччині. В огляді, опублікованому New York Herald у неділю, 13 січня 1901 року, під назвою « Німецький композитор, який пише американську музику кейкуок» описується, що «його знання басу та контрапункту є досконалими, а його стандартні композиції мають відбиток гармонійних знань, що робить його схильність до написання популярної музичної стилю ще більшою».
Ейб одружився з Ізабель Фішблат приблизно в 1908 році і став менеджером оркестрового відділу в Jerome Remick & Company, музичному видавництві в Нью-Йорку. Він був раннім членом (1923) Американського товариства композиторів, авторів і видавців (ASCAP). Він заробляв на життя як композитор/аранжувальник для видавців Tin Pan Alley, зокрема для Лео Фейста. Пізніше він був рекламним менеджером у виданні Американської федерації музикантів International Musician.
Він був масоном, членом Ордену Оленей і Лицарів Піфії (обидві організації знаходилися у Нью-Йорку).
Помер у Іст-Оранджі, штат Нью-Джерсі, у віці 64 років 16 січня 1939 року. У нього залишилася вдова, донька Наталі Гольцман, три зведені брати та чотири сестри.
Його музику особливо шанували ентузіасти регтайму, хоча він писав марші, вальси та іншу легку музику.
Його композиція 1899 року «Смокі Моукс» прозвучала у фільмі 1936 року «Сан-Франциско».

## Твори
- А ля карт (1915)
- Алагазам (1902)
- Вогонь! (1901), можливо, данина майбутньому президенту США Теодору Рузвельту
- Гроно ожини (1899)
- Каланта (1900)
- Cowperthwait Centennial March (1907)
- Літаюча стріла (1906)
- The Hand That Rocks The Cradle Rules The World (1901)
- Hunky Dory (1900)
- Земля кохання (1905)
- Старий вірний (1908)
- Ріальто (1916)
- Смокі Моукс (1899)
- <i id="mwXQ">Дух незалежності</i> (1912)
- Симфія (1902)
- Дядько Семмі (1904)
- Батіг (1908)
- Переможний бій (1911)
- Янкі Гріт (1905)